# (32939) Nasimi
(32939) Nasimi est un astéroïde de la ceinture principale, découvert en 1995.

## Description
(32939) Nasimi a été découvert le 24 octobre 1995 à l'observatoire Kleť, en République tchèque, en Bohême-du-Sud, par l'Observatoire Kleť.

### Caractéristiques orbitales
L'orbite de cet astéroïde est caractérisée par un demi-grand axe de 3,5 ua, un périhélie de 2,44 ua, une excentricité de 0,20 et une inclinaison de 2,21° par rapport à l'écliptique. Du fait de ces caractéristiques, à savoir un demi-grand axe compris entre 2 et 3,2 ua et un périhélie supérieur à 1,666 ua, il est classé, selon la JPL Small-Body Database, comme objet de la ceinture principale.

### Caractéristiques physiques
(32939) Nasimi a une magnitude absolue (H) de 14,7 et un albédo estimé à 0,137.